# Lens (gènere)
Lens és un gènere de plantes amb flors de la família de les fabàcies. La llentilla (Lens culinaris) és el seu membre més conegut i és una de les plantes cultivades des de l'inici de l'agricultura.
La forma de la lentilla, lens en llatí, ha donat nom a les lents òptiques.
El gènere Lens consta de quatre o cinc espècies, ja que Lens himalayensis és l'espècie que està discutida.
Aquest gènere és originari de les regions de clima temperat o càlides del Món antic (Europa meridional, Orient Mitjà, l'Àsia central i Àfrica del Nord). Als Països Catalans es troben com autòctones Lens culinaris subespècie nigricans en àrees disjuntes i molt localitzades tant a Catalunya, País Valencià i Mallorca.
Són herbes menudes erectes o enfiladisses. Tenen les fulles pinnades i les flors són blanques i poc vistoses amb els llegums aplanats.